# Drimys angustifolia
Drimys angustifolia är en tvåhjärtbladig växtart som beskrevs av John Miers. Drimys angustifolia ingår i släktet Drimys och familjen Winteraceae. Inga underarter finns listade.